# Xu Zhonglin
Xu Zhonglin (許仲琳 许仲琳; Nanchino, ... – 1560) è stato uno scrittore cinese vissuto durante la dinastia Ming.
Alcuni riportano che Xu scrisse l'opera come dote per la propria figlia. Il soprannome "Zhongshan Yishou" (鍾山逸叟), che letteralmente significa "uno spensierato vecchio che vive a Zhongshan", e che appare nel capitolo 2 del Fengshen Yanyi, potrebbe essere stato il suo pseudonimo.